# Lubow Razumowska
Lubow Wiaczesławowna Razumowska (ur. 15 lipca 1897 w Bielsku, zm. 21 września 1969 w Leningradzie) – rosyjska historyczka i slawistka.
Absolwentka slawistyki na Wyższych Kursach dla Kobiet w Riazaniu (1918). Pracowała na uniwersytecie w Taszkencie, Akademii Nauk ZSRR oraz uniwersytecie w Petersburgu. Tytuł doktora uzyskała dzięki pracy o Kronice Słowian (1943), następnie uzyskała tytuł profesora (1958). Pracowała w Instytucie Historii w Petersburgu oraz Instytucie Słowianoznastwa Akademii Nauk ZSRR. Opracowała m.in. Kronikę Słowian (1963), historię chłopów polskich (1968) a także rozdziały poświęcone literaturze polskiej okresu średniowiecza i baroku oraz twórczości Mikołaja Reja i Jana Kochanowskiego w radzieckiej publikacji poświęconej historii literatury polskiej (1968-1969).